# Gödényalakúak
A gödényalakúak (Pelecaniformes) a madarak (Aves) osztályának egyik rendje.

## Rendszertani besorolásuk
2014-ben Jarvis és társai alaktani- és DNS-vizsgálatok végeztek a mai madarak körében; felfedezésüket a „Whole-genome analyses resolve early branches in the tree of life of modern birds” (A genom teljes vizsgálata meghatározza a modern madarak családfájának a korai ágait) című írásban adták ki. Ennek a nagymértékű kutatásnak a következtében, az Ornitológusok Nemzetközi Kongresszusánnak (International Ornithological Congress) jóváhagyásával a gödényfélék (Pelecanidae) kivételével, minden eddigi idetartozó családot kivettek a gödényalakúak (Pelecaniformes) rendjéből. Az innen kivont családokat pedig áthelyezték az újonnan létrehozott trópusimadár-alakúak (Phaethontiformes) (trópusimadár-félék) és szulaalakúak (Suliformes) (kígyónyakúmadár-félék, fregattmadárfélék, kárókatonafélék, szulafélék) rendekbe.
Az átrendezés során a gödényfélék nem maradtak e rend egyetlen recens családja, mivel a gólyaalakúak (Ciconiiformes) rendjének 5 recens családjából négyet ide helyeztek át.

## Rendszerezés
A rendbe az alábbi 5 recens család tartozik:
- gémfélék (Ardeidae) Leach, 1820 - 70 recens faj
- papucscsőrűmadár-félék (Balaenicipitidae) Bonaparte, 1853 - 1 recens faj
- gödényfélék (Pelecanidae) Rafinesque, 1815 - 8 recens faj
- gogófélék (Scopidae) Bonaparte, 1849 - 1 recens faj
- íbiszfélék (Threskiornithidae) Richmond, 1917 - 36 recens faj

### Egykoron idesorolt fosszilis taxonok
Az alábbi családot és nemeket korábban ősgödényalakúaknak vélték, de manapság az idetartozásuk ma már nem elfogadott:
- Pelagornithidae nevű fosszilis családot egyes ornitológusok is a gödényalakúakhoz sorolták, míg mások, egyéb családok bevonásával saját rendet alkottak volna neki; ma má tudjuk, hogy semmi köze a gödényalakúakhoz, sőt inkább a Galloanserae öregcsaládba tartozik.[11]
- Lonchodytes (Lance Creek - késő kréta; Wyoming, USA) - talán viharmadár-alakú
- Torotix (késő kréta) - az újabb kutatások szerint talán mégis gödényalakú[12]
- Tytthostonyx (késő kréta/kora paleocén) - talán viharmadár-alakú[13]
- Cladornis (Deseado Early - oligocén; Patagónia, Argentína) - az újabb kutatások szerint talán mégis gödényalakú
- „Liptornis” – nomen dubium - korábban gödényfélének tekintették, de meglehet, hogy bazális Suliforma[14]
- Elopteryx - korábban kréta kori gödényalakúnak tekintették, de kitudódott, hogy nem is madár, hanem egy Troodontidae dinoszaurusz[15]

### Fordítás
- Ez a szócikk részben vagy egészben  a   Pelecaniformes című angol Wikipédia-szócikk ezen változatának fordításán alapul.  Az eredeti cikk szerkesztőit annak laptörténete sorolja fel. Ez a jelzés csupán a megfogalmazás eredetét és a szerzői jogokat jelzi, nem szolgál a cikkben szereplő információk forrásmegjelöléseként.